# Volvo 140
La Serie 140 de Volvo es una línea de automóviles de tamaño mediano fabricados y comercializados por Volvo desde 1966 hasta 1974. Disponía de carrocerías sedán de dos y cuatro puertas (modelos 142 y 144 respectivamente), así como de un familiar (modelo 145) de cinco puertas. Sometido a numerosas actualizaciones intermedias durante sus ocho años de producción, se fabricaron más de un millón de unidades del Volvo 140.

## Introducción
Volvo Cars comenzó a fabricar el Volvo 144 en Torslandaverken a finales del verano de 1966 para ser lanzado en 1967. La serie 144, que siguió al Volvo Amazon (serie 120, fuera de Suecia), fue el primer Volvo en utilizar una nomenclatura de tres dígitos, donde el primer dígito indica la serie, el segundo dígito indica el número de cilindros del motor y el tercer dígito indica el número de puertas. Por lo tanto, un "144" era un sedán de 4 puertas y 4 cilindros de la primera serie. El 144 fue el primer Volvo en presentar un estilo más rectilíneo o cuadrado. Comparado con el Volvo Amazon, el 140 fue un cambio radical con un mínimo de aditamentos exteriores e interiores, y con una versión estilizada de la parrilla delantera dividida en diagonal. La forma básica del automóvil sobreviviría hasta la década de 1990 en la serie 200. Mecánicamente, el automóvil usó muchos de los mismos componentes de transmisión que el Amazon, pero también mostró muchas mejoras, incluidos los freno de disco en las cuatro ruedas. Fue nombrado coche del año en 1966 por la revista sueca Teknikens Värld. El motor del 144 estándar era el mismo que el del Amazon estándar (121), el B18A de 1.8 litros, pero al 144S se le dio el B18B más potente de los modelos 123GT y 1800S. A finales del año 1967 comenzó la producción del Volvo 142 (sedán de 2 puertas), a tiempo para fabricar 1500 unidades en el primer año. En 1968 comenzó la producción del Volvo 145 familiar de 5 puertas, completando los tres estilos de carrocería utilizados en la gama 140.

## Actualizaciones del modelo

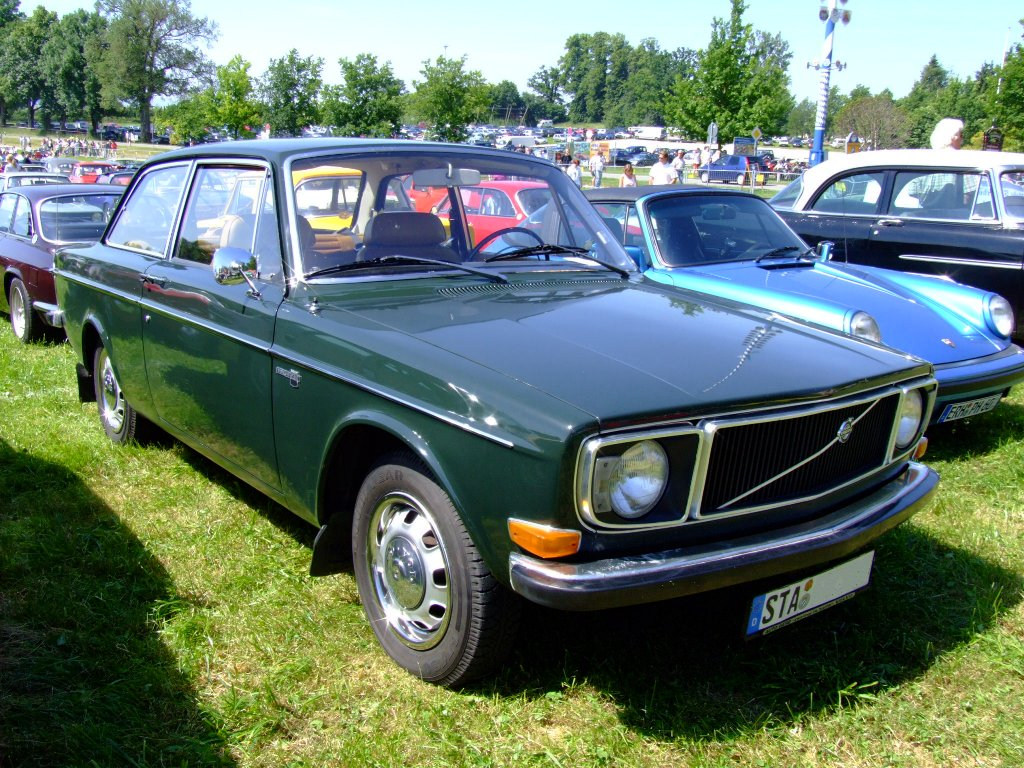
Volvo 142 sedán de 2 puertas (tras la primera actualización) (1971)

Para el modelo del año 1969, Volvo amplió el motor B18 para convertirlo en el B20 de 2.0 litros y reemplazó la dinamo por un alternador más moderno. También fue en 1969 cuando Volvo presentó el 164, que compartía gran parte de la estructura y el estilo de la serie 140 en la parte delantera, al tiempo que incorporaba un motor de seis cilindros, el B30, que era simplemente un B20 con dos cilindros más y algunos componentes agrandados y reforzados. Volvo también presentó el Express ese mismo año (véase más abajo).
En 1970, un sistema de ventilación de flujo continuo, donde se agregaron rejillas en la parte trasera del automóvil (debajo de la ventana trasera en el 142 y 144 y al lado de la luz trasera del lado derecho del 145) y un sistema antihelada en la luneta posterior. La ventana lateral trasera dividida en el 145 se convirtió en una pieza que ya no era posible abrir.
En 1971 se introdujo el primero de varios cambios de estilo, incluida una parrilla negra revisada que vio la ahora omnipresente línea diagonal de Volvo, así como nuevas ruedas. Una consola sobre el túnel de la transmisión con un reloj era ahora estándar. El modelo del año 1971 también vio la introducción del B20E, una versión de alta compresión del B20 que introdujo la inyección electrónica de combustible Bosch D-Jetronic, dando una cifra de potencia de 124 caballos de vapor (91 kW; 122 HP) DIN o 130 caballos de vapor (96 kW; 128 HP) SAE. Estos nuevos coches recibieron la designación E (la palabra alemana Einspritzung, o "inyección") o GL (para Grand Luxe), que era una versión más lujosa del coche. El Grand Luxe recibió una transmisión manual de cuatro velocidades con sobremarcha como equipamiento estándar, con una transmisión automática opcional.
Los cambios de estilo continuaron en 1972 con la introducción de manijas de las puertas empotradas y un tablero ligeramente revisado con molduras de imitación de madera, interruptores de nuevo diseño y un pequeño panel central con un reloj. El túnel de transmisión se tomó del 164 al igual que la misma palanca de cambios de cambio corta. La transmisión automática se controlaba mediante un selector montado en el suelo en el mismo lugar. Los asientos traseros exteriores ahora tenían puntos de montaje para cinturones de seguridad retráctiles. Se introdujo un motor de inyección de combustible de baja compresión (8.7:1), el B20F, para los Estados Unidos y algunos otros mercados.
En 1973, la serie 140 recibió una importante actualización, con una nueva parrilla de plástico, indicadores más grandes y una parte trasera completamente revisada. Además, se eliminó la designación S y la gama constaba de tres niveles de equipamiento: estándar (sin designación, conocido como L o "luxe"), de Luxe y el más exclusivo, Grand Luxe. El interior también tenía un tablero acolchado completamente rediseñado con un nuevo grupo de instrumentos que constaba de diales en lugar del velocímetro de banda usado anteriormente, interruptores basculantes que reemplazan a los interruptores de pulsar o tirar (con la excepción del interruptor de los faros delanteros) y deflectores orientables en las rejillas de ventilación para dirigir el aire hacia los pasajeros o para deshacer la escarcha en las ventanillas, así como rejillas de ventilación en el suelo. Este tablero en su forma básica se trasladó a la serie 200 con solo pequeñas modificaciones.
En 1974, el motor B20E/F pasó de utilizar el sistema Bosch D-Jetronic al sistema de inyección de combustible mecánico K-Jetronic. Además, se introdujeron varios cambios de seguridad, incluido un tanque de combustible que estaba ubicado cerca del eje para protegerlo en el caso de una colisión trasera, y parachoques más grandes que sobresalían más de la carrocería. Se eliminaron las ventanillas deflectoras en las puertas delanteras como resultado de las mejoras en la ventilación dentro del automóvil, y se agregaron pequeñas tiras de aluminio anodizado en la parte inferior de las ventanas laterales. Los automóviles del mercado estadounidense recibieron el motor B20F de bajas emisiones que rendía 109 caballos (81 kW; 111 CV) a 6000 rpm.
Se produjeron un total de 412.986 sedanes de 2 puertas, 523.808 sedanes de 4 puertas y 268.317 familiares de 5 puertas.
En 1974, la serie 140 se convirtió en la serie 240 para la gama de 1975. El 164 se siguió vendiendo un año más en ciertos mercados.
|  |  |  |

|  |  |  |

## 145 Express
Como reemplazo del Volvo Duett, Volvo produjo una versión de techo alto del familiar Volvo 145, conocida como 145 Express. Desde la parte posterior del parabrisas, el techo se elevaba aproximadamente 5 cm (2 plg), y desde la parte posterior del pilar B se elevaba nuevamente alrededor de 30 cm (1 pies). Estaba disponible en tres configuraciones: camioneta estándar (acristalamiento completo y cinco asientos con la opción de dos asientos adicionales orientados hacia atrás), furgoneta con panel totalmente acristalado con solo dos asientos y una furgoneta de dos plazas sin vidrio en las puertas traseras ni en los cuartos traseros. Encontró un nicho de mercado, y varias empresas carroceras más tarde fabricaron versiones Express del 245. Su puerta trasera estaba hecha de plástico reforzado con vidrio.